# 彼得·保罗·费尔南德斯
彼得·保罗·费尔南德斯（英語：Peter Paul Fernandes，1916年9月15日—1981年1月24日），=印度前男子曲棍球运动员。他曾代表英属印度代表队参加1936年夏季奥林匹克运动会曲棍球比赛，获得一枚金牌。